# Uniwersytet Gospodarki Narodowej i Światowej
Uniwersytet Gospodarki Narodowej i Światowej (Университет за национално и световно стопанство) – bułgarska uczelnia publiczna założona w 1920 roku w Sofii.